# والت ایدر
والت اِیدر (انگلیسی: Walt Ader؛ زادهٔ ۱۵ دسامبر ۱۹۱۳ در لانگ ولی، نیوجرسی، درگذشتهٔ ۲۵ نوامبر ۱۹۸۲ در کالیفون، نیوجرسی) رانندهٔ مسابقات اتومبیل‌رانی اهل ایالات متحده آمریکا بود که در فصل ۱۹۵۰ در مجموع در یک گراند پری از مسابقات جهانی فرمول یک شرکت کرد، اما موفق به کسب هیچ امتیازی نشد.
ایدر در ۲۵ نوامبر ۱۹۸۲ در کالیفون، نیوجرسی درگذشت.